# Манантали
Манантали е голям язовир с водноелектрическа централа в Мали, разположен на река Бафинг. Намира се недалеч от гр. Кайес.
Завършен е през 1987 г., но започва да произвежда електричество едва през 2001 г. заради забавянето на заем, който Световната банка е трябвало да отпусне.